# Árvore de Natal da Lagoa Rodrigo de Freitas
A Árvore do Rio , anteriormente chamada de Árvore de Natal da Lagoa Rodrigo de Freitas foi uma mega-estrutura, que desde 1996 era montada na Lagoa Rodrigo de Freitas, na cidade do Rio de Janeiro. Em 2013 chegou a 85 metros de altura, o equivalente a um prédio de 28 andares.
A inauguração costumava ocorrer entre os dias 25 de novembro e 2 de dezembro de cada ano. Em 2007, foi transmitida na televisão pela primeira vez, a inauguração da árvore, que marcou o início da época natalina na cidade.
O símbolo natalino era o terceiro mais importante evento do calendário oficial da cidade do Rio de Janeiro, ficando apenas atrás do Carnaval e da Virada do Ano.
Desde 2019 a árvore não é montada. A razão é a falta de patrocinadores, segundo a empresa Dream Factory, responsável pelo empreendimento.  

## Edições

### 1996
A Árvore de Natal da Lagoa Rodrigo de Freitas 1996, foi a primeira edição da Maior Árvore de Natal Flutuante do Mundo (reconhecido pelo Guinness apenas em 1999). Na sua primeira aparição, a árvore contava apenas com 48 metros de altura, 90 toneladas, quatro flutuadores, e um milhão e meio de pequenas lâmpadas, que precisavam de 200 kilowatts (KWA) de energia, gerados por 1 gerador.

### 1997
A Árvore de Natal da Lagoa Rodrigo de Freitas  1997, foi a segunda edição da mesma. Neste ano, a árvore aumentou 10 metros, passando dos seus 48 metros para 58 metros de altura, passando mesmo das 100 toneladas (107 t). O número de flutuadores, passou para 2, assim como os geradores, e a energia também duplicou, para 400 KWA. Apenas o número de luzes se manteve, 1,5 milhão.

### 1998
A Árvore de Natal da Lagoa Rodrigo de Freitas 1998, foi a terceira edição desta estrutura, oferecida todos os anos pelo Bradesco Seguros e Previdência. Na sua 3º edição, a árvore manteve a sua altura (58 metros), porem passou a desfrutar de 6 flutuadores. O número de micro lâmpadas (1,5 milhões), de energia (400 KWA) e de geradores manteve-se. Apenas o seu peso aumentou para 110 toneladas.

### 1999
A Árvore de Natal da Lagoa Rodrigo de Freitas 1999, foi a quarta edição desta mega infraestrutura. Neste ano, a árvore passou a fazer parte do Livro de Recordes do Guinness como a Maior Árvore de Natal Flutuante do Mundo. Para ganhar este título, a árvore contou com 76 metros de altura, o que equivaleu a 250 toneladas, sustentadas por 4 flutuadores, onde se encontravam dois geradores, que potenciaram os 530 KWA necessários para a árvore poder brilhar com as suas 2 milhões e 100 mil lâmpadas. Foram utilizados também pela primeira vez, efeitos especiais, que iluminaram os céus e a própria lagoa.

### 2000
Na entrada do novo milénio, a Árvore de Natal da Lagoa Rodrigo de Freitas  2000, foi a 5º edição, e contou com talvez, a sua mais importante novidade. O facto de a árvore se poder deslocar pela lagoa, tornou este ano num dos mais memoráveis. O tema do mesmo ano, que inspirou os desenhadores e projectistas, foi as rendas tecidas pelas avós. Para conseguir esse efeito, na estrutura de 79 metros foram utilizadas 2,5 milhões de micro lâmpadas, 12 refletores computadorizados e 1.500 metros de neon azul. No total, a árvore pesava mais de 250 toneladas, e precisava de 2 geradores, para produzir 530 KWA de energia.

### 2001
A Árvore de Natal da Lagoa Rodrigo de Freitas  2001, foi a 6º edição, daquele que já é considerado, o principal ícone do Natal Carioca. Desta vez, a árvore passou dos 80 metros, chegando aos 82, e com uma estrela com 4 metros de altura, feita numa estrutura metálica de néon. O seu peso ultrapassou as 300 toneladas, chegando às 330. O número de flutuadores manteve-se, porem os geradores, passaram para 3, produzindo assim 1070 KWA de energia. O número total de lâmpadas, foi de 2 milhões e 600 mil. Nesta edição a árvore contou com uma decoração de mais de 300 bolas douradas e variados tipos de desenhos de neve.

### 2002
A Árvore de Natal da Lagoa Rodrigo de Freitas  2002, foi a 7º edição, que manteve a altura do ano passado (82 metros). A novidade deste ano, foram 8 canhões de luz móvel (gigantescos holofotes), cada um com 7000 watts, que iluminaram mais do que nunca os céus por cima da lagoa, a lagoa e a árvore em si. A árvore foi decorada com 2,8 milhões de microlâmpadas, 200 mil a mais que em 2001. O número de flutuadores, passou para 8, o que no total perfez um peso de 350 toneladas.

### 2003
A Árvore de Natal da Lagoa Rodrigo de Freitas 2003, foi a 8º edição, e teve como tema Anjos e Notas Musicais. Com 11 flutuadores (mais 3 do que em 2002), a árvore com 410 toneladas (um aumento de 60 toneladas em relação a 2002), manteve a sua altura nos 82 metros, porém, teve várias novidades em relação à iluminação. 1.800 reflectores do tipo farol de neblina na base, 26.000 metros de mangueiras luminosas para realizar efeitos de anjos, estrelas e notas musicais, 8 canhões de luz móvel cada um com 7000 watts (igual a 2002) e por fim 2.800.000 de micro lâmpadas, criaram a Maior Árvore de Natal Flutuante do Mundo.

### 2004
A Árvore de Natal da Lagoa Rodrigo de Freitas 2004, foi a 9º edição, que contou com a novidade, de imagens em movimento. Com os sinos em movimento e imagens de pombas, simbolizando a paz (tema da 9º edição), a árvore contou com os seus 82 metros, 1.800 refletores do tipo farol de neblina na base, 410 toneladas, e com 4 geradores, para produzir 1070 KWA de energia, tudo suportado por 11 flutuadores. Apenas o número de mangueiras luminosas aumentou, passando para 32 mil metros (mais 6 mil do que no ano anterior).

### 2005
A Árvore de Natal da Lagoa Rodrigo de Freitas  2005, foi a 10º edição de uma das maiores estruturas natalícias de todo o Mundo (e uma das mais conhecidas). Para marcar os seus dez anos, a Árvore de Natal da Bradesco Seguros e Previdência contou com o Balé das Águas. Para produzir este espetáculo, foram instaladas 48 bombas de água na base da árvore (que projectaram a água a 20 metros de altura), que juntamente com as luzes da mesma, produziam todas as noites, um grandioso show de cor, luz e água. Nesta edição, a árvore manteve os seus 82 metros, as 450 toneladas, as 2,8 milhões de micro lâmpadas e os 11 flutuadores. Para todo este mega sistema funcionar, tiveram que ser instalados 4 geradores, que produziram 2.228 de KWA. O tema deste ano, foram as mesas das ceias de natal (com velas, azivinhos, e outros temas alusivos).

### 2006
A Árvore de Natal da Lagoa Rodrigo de Freitas 2006, foi a 11º edição, na qual a estrutura interior da árvore, foi pintada de verde, para criar um efeito também diurno. A árvore, manteve os 82 metros, e os 11 flutuadores, porém aumentou os seus geradores para 7, e o seu peso passou para 500 toneladas. Foram utilizadas 2,8 milhões de micro lâmpadas, 27 backlights e 35 mil metros de mangueiras luminosas. As 48 bombas de água, foram novamente instaladas, criando o já famoso Balé das Águas. o tema da Árvore 2006, foi talvez dos mais significativos para a população brasileira. A árvore foi decoradas com várias bolas, cada uma para um estado brasileiro. Estas mesmas bolas, tinham a particularidade, de poderem mudar de enfeito, tão depressa tinham a fotografia de um estado (um monumento, etc), como apresentavam apenas um desenho de uma bola de natal.

### 2007
A Árvore de Natal da Lagoa Rodrigo de Freitas 2007, foi a 12º edição da árvore que marca o natal brasileiro (e também o do mundo). Neste ano, a árvore chegou aos 85 metros (mais 3 do que nos anos anteriores). O tema de 2007, foram os vitrais das igrejas brasileiras, um assunto conhecido mundialmente. Foram instalados os mega holofotes, e as bombas de água, como nos anos anterior. O número de mangueiras luminosas e de lâmpadas, aumentou para um nível record. Foram instalados 37 mil metros de mangueira luminosa, e 2 milhões e 900 mil lâmpadas. Os sete geradores que produziram a energia necessária utilizaram uma mistura moderna de biodiesel: o B5, que contribui para a redução das emissões de gás carbónico (CO2) na atmosfera. Outra novidade deste ano, foi a árvore em forma virtual. Foi feita uma árvore, no famoso site Second Life.

### 2008
A Árvore de Natal da Lagoa Rodrigo de Freitas 2008, é a 13º edição seguida da maior árvore flutuante do mundo. Com a sua construção iniciada a 20 de Setembro de 2008, serão instalados 11 flutuadores de 12 metros por 2,4 de altura e 2,8 de largura, que perfazem um total de 810 metros quadrados prontos a sustentar a árvore. Serão instalados 7 geradores, que produziram 2515 KWA de energia, que alimentarão a iluminação base da árvore, assim como os moving heads (canhões de luz) e as bombas hidráulicas do Balé das Águas. A preocupação ambiental também constou na agenda da Bradesco Seguros e Previdência, que pelo segundo ano consecutivo, irá alimentar os seus 7 geradores com a mistura mais moderna de biodiesel: o B5, que contribui para a redução das emissões de gás carbônico (CO2) na atmosfera (à semelhança de 2007). A energia produzida pelos 7 geradores, daria para alimentar cerca de 300 casas de dois quartos, com todos os confortos da vida moderna, como forno de microondas, ar condicionado e frigorífico. A energia gerada durante 30 dias, daria para abastecer uma cidade de médio porte de 300 mil habitantes durante uma semana. A altura da árvore, será a mesma de 2007, 85 metros.
O evento de inauguração - a ser realizado a 29 de Novembro, a partir das 20 horas, no Corte do Cantagalo, na Lagoa - apresentará um concerto da Orquestra Sinfónica Brasileira, sob a regência do maestro Marcos Arakaki, e a participação especial de Ivan Lins e do Coral da Fundação Bradesco (que todos os anos, participa na festa inaugural com vários temas natalícios). De 29 de novembro até 6 de janeiro de 2009, a Árvore de Natal Árvore de Natal da Lagoa Rodrigo de Freitas ficará iluminada a partir das 19h30 até às 2h, de domingo a quinta-feira; e das 19:30h até às 3h nas sextas-feiras, sábados e feriados.

### 2009
A Árvore de Natal da Lagoa Rodrigo de Freitas 2009, foi a 14º edição. A construção da árvore começou no dia 25 de Outubro de 2009, dois meses antes do Natal e cerca de um mês para a sua inauguração.
Esta edição teve como simbologia as guirlandas de Natal. Segundo o cenógrafo Abel Gomes, elas são um ícone de prosperidade, evolução e recomeço. A altura foi de 85 metros, foram utilizadas 2,9 milhões de micro lâmpadas, 52 quilômetros de mangueiras luminosas, 1.600 estrobos, seu peso foi de 530 toneladas e foram utilizados 11 flutuadores. O tema dessa edição foi "A união dos nossos melhores desejos."

### 2010
Esta edição será a 15º da maior árvore flutuante do mundo, o tema que vai ser usado este ano é “Uma Estória de Reencontros”, terá 11 flutuadores que formarão a base de 810 metros quadrados que sustentará a árvore. A inauguração está marcada para o dia 4 de Dezembro, no Parque do Cantagalo, a partir das 20 horas.
A cenografia atual - assinada por Abel Gomes desde a primeira edição, em 1996 - apresenta quinze fases de luzes e cores produzidas por meio de 105 quilômetros de mangueiras luminosas – mais que o dobro de 2009, quando tinha 52 quilômetros – , de 3,3 milhões de microlâmpadas – contra 2,9 milhões em 2009 –, e de 2.100 estrobos – 500 a mais em relação à edição anterior –, que produzirão o efeito de estrelas brilhando. Para completar o espetáculo, quatro syncrolites (canhões de luz) – cada um com sete mil watts –, serão colocados na base da Árvore para produzir focos de luz com alcance de quatro quilômetros, iluminando o céu. Houve uma apresentação da cantora Simone e de Milton Nascimento, anunciados pelo ator Edson Celulari.

### 2011
Esse ano, em sua 16º edição, a Árvore de Natal da Lagoa Rodrigo de Freitas patrocinada pela Bradesco Seguros, teve como tema "Um presente para a família brasileira" e contou com 11 flutuadores que formarão uma base de 810 metros quadrados. O show de inauguração terá a participação da Orquestra Sinfônica de Barra Mansa (OSBM), Coral da Fundação Bradesco, do cantor Frejat e de Gal Costa. A inauguração esta prevista para o dia 26 de Novembro de 2011, às 20 horas, no Estádio de Remo na Lagoa.

### 2012
Esse ano, em sua 17º edição. Foi inaugurada no dia 1º de Dezembro de 2012, às 20h, no Parque Cantagalo. A Árvore de Natal da Lagoa Rodrigo de Freitas 2012, zona sul do Rio, começou a ser montada dia 16 de Setembro, ela contará com 11 flutuadores de 810 m² que sustentará a base da árvore.

### 2013
Esse ano, em sua 18º edição a Árvore de Natal da Bradesco Seguros completa 18 anos de muitas histórias. Com o tema "Uma Celebração à Vida", a cenografia trará cinco elementos principais: Águas, Ar, Florestas, Humanidade e Natal. A inauguração será no dia 30/11, a partir das 20h, no Parque Cantagalo e a entrada é gratuita. A 18ª edição da Árvore chega a medir 85 metros. Está confirmada a participação da cantora Simone, do ator e cantor Daniel Boaventura, coreógrafo e dançarino Carlinhos de Jesus, Coral da Fundação Bradesco e Orquestra Sinfônica de Barra Mansa.

### 2014
A 19ª Edição da Árvore é um projeto de alta performance em todas as suas etapas: cenográfica, montagem, manutenção, espetáculos e desmontagem.
Estão envolvidas mais de 1.200 pessoas, entre produtores, engenheiros, técnicos, artistas e outros.
Em 2014 o tema da Árvore traduziu o desejo de todos, um Natal de Luz , com muita emoção para os visitantes ao vivo e on-line.
Dados técnicos da edição de 2014:
3,1 milhões de microlâmpadas  .  2.150 de efeitos estrobo  .  120.000 m de mangueiras luminosas.
810 m² de base, composta por 11 flutuadores de 12m de comprimento cada, 3.00m de largura e 2.44m de altura.
Os pesos variam entre 12 e 16 toneladas cada e são interligados por vigas que formam uma base de 30m x 30m, para apoio da Árvore.

### 2015
A 20ª Edição da Árvore tem como tema a renovação da vida. As luzes vão simular gotas de chuvas, plantas, flores, o mapa do mundo e o destaque para o Rio – a capital olímpica de 2016. A árvore que inicialmente teria 85 metros, teve de ser reduzida para 53 metros após uma forte ventania ter destruído parte da estrutura, faltando oito dias para a inauguração.

### 2016
A prefeitura do Rio foi avisada em 19/07/2016 oficialmente pela Bradesco Seguros: a empresa não patrocinará a Árvore de Natal da Lagoa, como vem fazendo há 19 anos. A Bradesco já havia noticiado em abril que não teria como bancar o evento sozinho após patrocinar as Olimpíadas Rio 2016. A notícia foi aprovada por alguns e não aprovada por outros, pois havia turistas que viriam para ver o show natalino na cidade maravilhosa. Já dos próprios cariocas, alguns disseram que por morar muito perto da lagoa, o tumulto e a gritaria os incomodava. No ano seguinte, também por falta de verbas, a prefeitura e os organizadores optaram por não mais montar a árvore na Lagoa, transferindo as estruturas para o Barra Shopping, onde será montada uma árvore metálica em tamanho maior.

### 2018
Essa foi a 21ª Edição da Árvore após dois anos sem o tradicional símbolo do Natal do Rio, a Árvore de Natal da Lagoa Rodrigo de Freitas 2018 foi patrocinada pela Petrobras. Foi inaugurada no dia 1º de Dezembro de 2018, às 21h e contou com uma grande festa e fogos de artifícios ao ser acesa pela primeira vez para o público. 

### 2019
Essa foi a 22ª Edição da Árvore, a Árvore de Natal da Lagoa Rodrigo de Freitas 2019 este ano está com um novo patrocinador, a Light. Foi inaugurada no dia 14 de Dezembro de 2019, a previsão é que a árvore fique no espelho d´água da Lagoa Rodrigo de Freitas até o dia 6 de janeiro. Este ano, a árvore terá 70 metros de altura, o que equivale a um prédio de 24 andares. Ela é montada sobre 11 flutuadores e iluminada por 900 mil lâmpadas de LED, que exibirão oito desenhos.

## Horários de acendimento
As luzes ficarão acesas das 19h à 1h de segunda a quinta, e das 19h às 2h às sextas, sábados e domingos. (Somente no período pós inauguração e antecessor ao dia 07/01, dia o qual a árvore começa a ser desmontada e não se acende mais.)